# Louis Ralph
Pour les articles homonymes, voir Ralph.
Louis Ralph, né le 17 août 1884 à Graz et mort en septembre 1952 à Berlin, est un acteur, réalisateur et scénariste  autrichien.

## Filmographie sélective
- 1928 : Die kleine Sklavin de Luise et Jakob Fleck
- 1928 : The Exploits of the Emden (coréalisé avec Ken G. Hall)
- 1928 : La Mandragore (en) (Alraune) de Henrik Galeen
- 1928 : Les Espions (Spione) de Fritz Lang
- 1931 :  Mary d'Alfred Hitchcock
- 1933 : Train d'enfer (Höllentempo) de Louis Ralph
- 1941 :  Le Président Krüger (Ohm Krüger) de Hans Steinhoff, Karl Anton et Herbert Maisch
- 1942 :  Le Grand Roi (Der Große König) de Veit Harlan
- 1942 :  La Ville dorée (Die goldene Stadt) de Veit Harlan